# Instytut Językoznawstwa im. Ludovita Štura Słowackiej Akademii Nauk
Instytut Językoznawstwa im. Ludovita Štura Słowackiej Akademii Nauk (słow. Jazykovedný ústav Ľudovíta Štúra Slovenskej akadémie vied) – główny słowacki ośrodek badań naukowych nad językiem słowackim, jego zróżnicowaniem terytorialnym i społecznym oraz historią narodowego języka Słowaków. W zakresie badań mieszczą się zagadnienia teoretyczne z zakresu językoznawstwa ogólnego, kultury języka, terminologii fachowej i onomastyki. Wyniki badań znajdują zastosowanie przy redagowaniu fundamentalnych poradników normatywnych, tworzeniu i ustalaniu terminologii zawodowej oraz przy standaryzacji nomenklatury geograficznej. 
Powstał w 1943 r. pod nazwą „Instytut Językoznawstwa Słowackiej Akademii Nauk i Sztuk”. W 1952 r. zmieniono jego nazwę na „Instytut Języka Słowackiego Słowackiej Akademii Nauk”, a od 1966 r. nosi bieżącą nazwę. 

## Publikacje
Struktura gramatyczna języka słowackiego
- Morfológia slovenského jazyka, (1966)

Dynamika słownictwa
- Dynamika slovnej zásoby súčasnej slovenčiny, (1989)

Słownictwo języka słowackiego
- Slovník slovenského jazyka, 6 t., (1959 – 1968)
- Krátky slovník slovenského jazyka, 1987, 4. wyd. (2003)
- Synonymický slovník slovenčiny, 1995, 2. wyd. (2000)
- Historický slovník slovenského jazyka, 7 t., (1991 – 2008)
- Slovník slovenských nárečí, 2 t., (1994, 2006)
- Slovník súčasného slovenského jazyka, 4 t., (2006, 2011, 2015, 2021)
- Stručný etymologický slovník slovenčiny (2015)

System ortograficzny słowacczyzny literackiej
- Pravidlá slovenského pravopisu, 1. wyd. (1991), 2. wyd. (1998), 3. wyd. (2000), 4. wyd (2013)

Zróżnicowanie terytorialne dialektów słowackich w obrębie Słowacji, krajów słowiańskich i regionu karpackiego
- Atlas slovenského jazyka, 4 t., (1968 – 1984)
- Slovanský jazykový atlas, (2008)
- Celokarpatský dialektologický atlas, 8 t., wstępny (nienumerowany) t. (1987), t. 1 – 7 (1989 – 2003)

Analiza konfrontatywna słownictwa języków słowiańskich
- Česko-slovenský slovník, 1979, 2. wyd. (1981)
- Veľký rusko-slovenský slovník, 5 t., (1960 – 1970)
- Veľký slovensko-ruský slovník, 6 t., (1979 – 1995)